# Orson Bean
Orson Bean, född 22 juli 1928 i Burlington, Vermont, död 7 februari 2020 i Venice, Los Angeles, Kalifornien, var en amerikansk skådespelare. Bean är bland annat känd för sin medverkan i dramaserien Doktor Quinn.

## Biografi
Orson Bean spelade huvudrollerna Bilbo och Frodo Baggins i de animerade filmatiseringarna av J.R.R. Tolkiens Hobbit (1977) och Sagan om konungens återkomst (1980). Han spelade i TV-serien Doktor Quinn den sluge affärsmanen Loren Bray under de sex år serien visades. Bean spelade också Dr. Lester i Spike Jonzes  film I huvudet på John Malkovich (1999). Från 2009 spelade han den återkommande rollen som Roy Bender, en försäljare i Desperate Housewives. 
Bean var gift tre gånger. Första hustrun var skådespelaren Jacqueline de Sibour (artistnamn Rain Winslow), de gifte sig 1956 och skilde sig 1962, de fick ett barn tillsammans. Andra hustrun var modeskaparen Carolyn Maxwell. De gifte sig 1965 och skilde sig 1981. De fick tre barn: Max, Susannah och Ezekiel. Beans tredje hustru var skådespelaren Alley Mills, de gifte sig 1993 och bodde i Los Angeles.

## Filmografi i urval
- 1959 – Analys av ett mord
- 1977 – Hobbit
- 1980 – Sagan om konungens återkomst
- 1986–1989 – Mord och inga visor (TV-serie)
- 1987 – 24-timmarsjakten
- 1993–1998 – Doktor Quinn (TV-serie)
- 1999 – I huvudet på John Malkovich
- 2000 – Ally McBeal (TV-serie)
- 2000 – Will & Grace (TV-serie)
- 2000 – Sjunde himlen (TV-serie)
- 2005 – 2 1/2 män (TV-serie)
- 2009–2012 – Desperate Housewives (TV-serie)